# Wjatscheslaw Leonidowitsch Woinow
Wjatscheslaw Leonidowitsch „Slawa“ Woinow (russisch Вячеслав Леонидович Войнов; englische Transkription: Vyacheslav Leonidovich „Slava“ Voynov; * 15. Januar 1990 in Tscheljabinsk, Russische SFSR) ist ein russischer Eishockeyspieler, der seit Juli 2024 bei Torpedo Nischni Nowgorod aus der Kontinentalen Hockey-Liga (KHL) unter Vertrag steht und dort auf der Position des Verteidigers spielt. Zuvor absolvierte Woinow unter anderem 254 Spiele für die Los Angeles Kings in der National Hockey League (NHL), mit denen er in den Jahren 2012 und 2014 den Stanley Cup gewann.

## Karriere
Wjatscheslaw Woinow begann seine Karriere als Eishockeyspieler in seiner Heimatstadt im Nachwuchsbereich des HK Traktor Tscheljabinsk, für dessen Profimannschaft er in der Saison 2006/07 sein Debüt in der russischen Superliga gab. Nachdem er in der folgenden Spielzeit in 38 Spielen ein Tor erzielt und drei vorbereitet hatte, wurde er im NHL Entry Draft 2008 in der zweiten Runde als insgesamt 32. Spieler von den Los Angeles Kings ausgewählt. Im selben Jahr hatten ihn die Moncton Wildcats beim CHL Import Draft an Position fünf gezogen, kamen aber wegen der Rechte der Kings nicht zum Zuge. In den folgenden drei Spielzeiten stand er ausschließlich für das Farmteam der Kings aus der American Hockey League, die Manchester Monarchs, auf dem Eis. Für diese erzielte er in der Saison 2008/09 in 61 Spielen acht Tore und gab 15 Vorlagen.

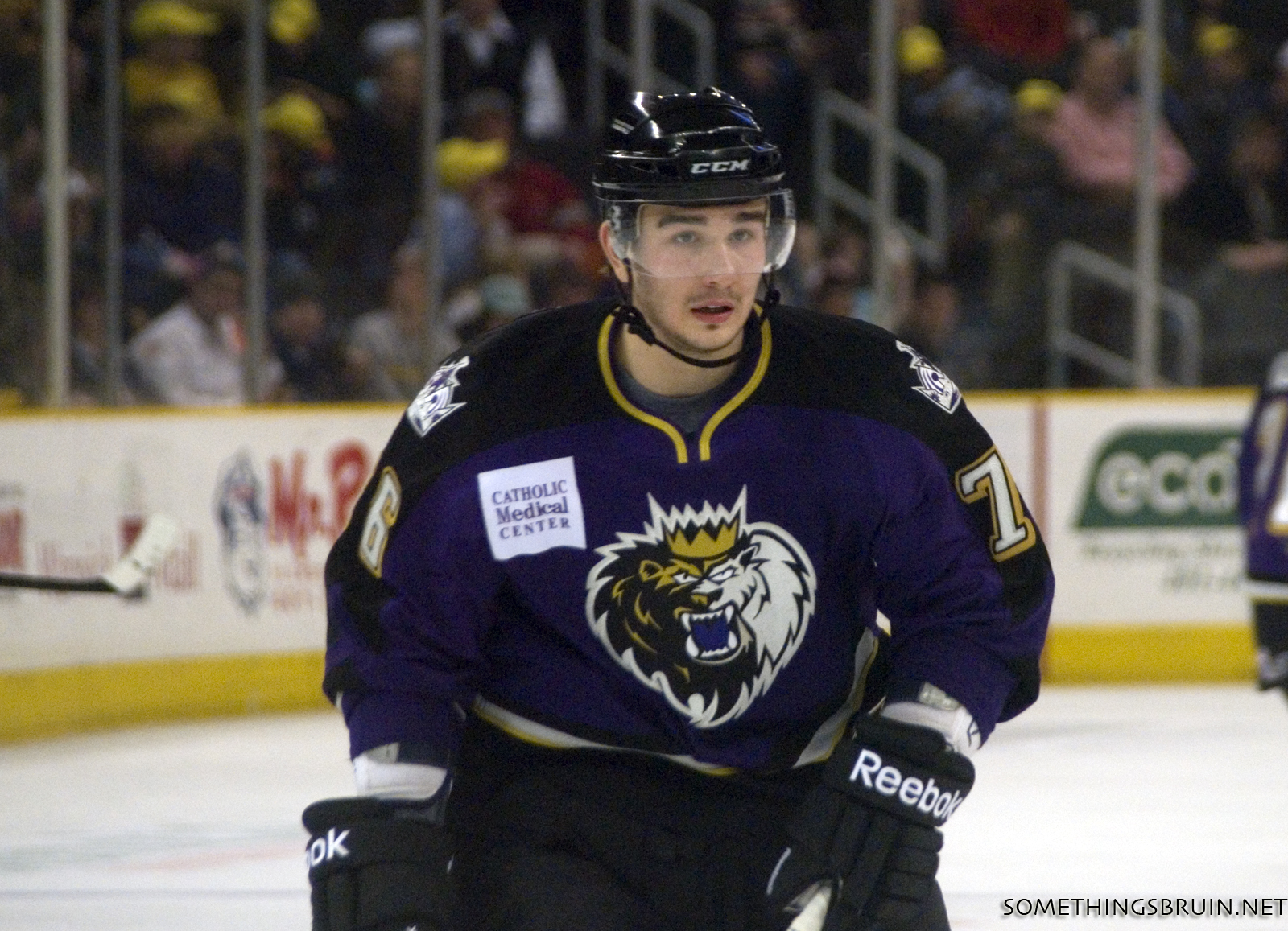
Woinow im Trikot der Manchester Monarchs (2011)

Im Verlauf der Saison 2011/12 debütierte der Russe für die Los Angeles Kings in der National Hockey League und gewann mit diesen zum Saisonende den prestigeträchtigen Stanley Cup. In der durch den Lockout verkürzten Saison 2012/13 spielte er erneut für die Monarchs in der AHL, ehe er nach Beendigung des Streiks in den NHL-Kader der Kings zurückkehrte. In den Play-offs erzielte Woinow insgesamt sechs Treffer und wurde damit zum ersten Verteidiger im Trikot der Kings, dem mehr als fünf Treffer in der Endrunde gelangen. Im Sommer 2013 wurde sein Vertrag in Los Angeles um fünf Jahre mit einem kolportierten Gehaltsvolumen von 25 Millionen US-Dollar verlängert. Am Ende der Saison 2013/14 konnte der Defensivspieler mit den Kings erneut den Stanley Cup gewinnen und erzielte dabei in 26 Play-off-Partien insgesamt 9 Scorerpunkte.

### Verurteilung wegen häuslicher Gewalt
Im Oktober 2014 wurde Woinow von der NHL auf unbestimmte Zeit vom Spielbetrieb ausgeschlossen, nachdem er vom LAPD aufgrund eines Vorfalls häuslicher Gewalt gegen seine Ehefrau Marta Warlamowa festgenommen wurde. Der Russe soll seine Frau nach Angaben der Staatsanwaltschaft vorsätzlich angegriffen und ihr infolgedessen ernsthafte Verletzungen im Gesichts- und Nackenbereich zugefügt haben. Woinows Anwalt sagte aus, die Verletzungen seien unabsichtlich infolge eines Unfalls entstanden und auch Warlamowa ließ über ihren Anwalt verlauten, ihr Mann habe nicht die Absicht gehabt, sie verletzen zu wollen. Dagegen gab einer der bei der Festnahme beteiligten Polizisten zu Protokoll, dass Warlamowa unmittelbar nach dem Vorfall aussagte, dass ihr Mann sie während eines Streits in ihrem Schlafzimmer geschlagen, gewürgt und in einen Fernseher gestoßen habe. Diese Aussagen nahm der zuständige Richter zum Anlass, eine strafrechtliche Anklage gegen Woinow zu erheben. Warlamowa schrieb daraufhin einen offenen Brief, in dem sie die Schuld an der Auseinandersetzung mit ihrem Mann auf sich nahm und die Verwirrung um die eigenen Aussagen mit ihren schlechten Englischkenntnissen begründete. Im Juli 2015 wurde Woinow wegen häuslicher Gewalt zu 90 Tagen Haft verurteilt. Im September wurde der Vertrag zwischen ihm und den Kings aufgelöst.

### Rückkehr nach Russland
Nach seiner Freilassung im September 2015 kehrte Woinow freiwillig nach Russland zurück und kam dabei einer Abschiebung durch die US-Behörden zuvor. Anschließend trainierte er im Trainingszentrum der russischen Nationalmannschaft, um sich für einen Vertrag bei einem KHL-Team zu empfehlen. Ende Oktober 2015 unterzeichnete er schließlich einen Dreijahresvertrag beim SKA Sankt Petersburg, nachdem diese zuvor die KHL-Transferrechte an Woinow vom HK Traktor Tscheljabinsk erworben hatten. Dort verbrachte der Abwehrspieler schließlich drei Spielzeiten bis zum Sommer 2018 und gewann mit dem Team im Jahr 2017 den Gagarin-Pokal. Nach dem Ende der Vertragslaufzeit blieb Woinow ab dem Sommer 2018 zunächst vereinslos und fand erst im Juli 2019 im HK Awangard Omsk einen neuen Arbeitgeber. Dort spielte er bis zum Mai 2020.
Anschließend pausierte der Verteidiger erneut eine Spielzeit, bevor er im Mai 2021 in den Spielbetrieb zurückkehrte, als er einen Vertrag beim HK Dynamo Moskau unterzeichnete. Dort war Woinow eine Saison tätig, ehe er innerhalb der KHL für zwei Jahre zu Ak Bars Kasan wechselte. Im Juli 2024 folgte ein abermaliger Wechsel über den Sommer, als er sich mit Torpedo Nischni Nowgorod auf einen Arbeitsvertrag einigte.

### International
Für Russland nahm Woinow an den U18-Junioren-Weltmeisterschaften 2007 und 2008 sowie den U20-Junioren-Weltmeisterschaften 2007, 2008 und 2009 teil. Bei jeder Teilnahme gewann er dabei eine Medaille, bei der U18-Junioren-Weltmeisterschaft 2007 sogar Gold. Zudem vertrat er sein Heimatland im Rahmen der Super Series 2007.
Ferner wurde er ins russische Aufgebot zum World Cup of Hockey 2016 berufen, bei dem er jedoch aufgrund der Verurteilung und der anschließenden Sperre durch die NHL für nicht spielberechtigt erklärt wurde. Anschließend nahm er mit der unter neutraler Flagge startenden Sbornaja an den Olympischen Winterspielen 2018 teil und gewann dort die Goldmedaille. Zudem wurde er dabei als bester Verteidiger ausgezeichnet und ins All-Star-Team des Turniers gewählt.

## Erfolge und Auszeichnungen
| - 2010 Teilnahme am AHL All-Star Classic - 2011 Teilnahme am AHL All-Star Classic - 2011 AHL Second All-Star Team | - 2012 Stanley-Cup-Gewinn mit den Los Angeles Kings - 2014 Stanley-Cup-Gewinn mit den Los Angeles Kings - 2017 Gagarin-Pokal-Gewinn und Russischer Meister mit dem SKA Sankt Petersburg |

### International
| - 2007 Silbermedaille bei der U20-Junioren-Weltmeisterschaft - 2007 Goldmedaille beim Europäischen Olympischen Winter-Jugendfestival - 2007 Goldmedaille bei der U18-Junioren-Weltmeisterschaft - 2007 Bronzemedaille beim Ivan Hlinka Memorial Tournament - 2008 Bronzemedaille bei der U20-Junioren-Weltmeisterschaft - 2008 Silbermedaille bei der U18-Junioren-Weltmeisterschaft - 2008 All-Star-Team der U18-Junioren-Weltmeisterschaft | - 2009 Bronzemedaille bei der U20-Junioren-Weltmeisterschaft - 2016 Bronzemedaille bei der Weltmeisterschaft - 2018 Goldmedaille bei den Olympischen Winterspielen - 2018 Bester Verteidiger der Olympischen Winterspiele - 2018 All-Star-Team der Olympischen Winterspiele - 2022 Silbermedaille bei den Olympischen Winterspielen |

## Karrierestatistik
Stand: Ende der Saison 2023/24

### International
| Vertrat Russland bei: - U20-Junioren-Weltmeisterschaft 2007 - Europäisches Olympisches Winter-Jugendfestival 2007 - U18-Junioren-Weltmeisterschaft 2007 - Ivan Hlinka Memorial Tournament 2007 - World Junior A Challenge 2007 - Super Series 2007 | - U20-Junioren-Weltmeisterschaft 2008 - U18-Junioren-Weltmeisterschaft 2008 - U20-Junioren-Weltmeisterschaft 2009 - Olympischen Winterspielen 2014 - Weltmeisterschaft 2016 | Vertrat die Olympischen Athleten aus Russland bei: - Olympischen Winterspielen 2018 Vertrat das Russische Olympische Komitee bei: - Olympischen Winterspielen 2022 |

(Legende zur Spielerstatistik: Sp oder GP = absolvierte Spiele; T oder G = erzielte Tore; V oder A = erzielte Assists; Pkt oder Pts = erzielte Scorerpunkte; SM oder PIM = erhaltene Strafminuten; +/− = Plus/Minus-Bilanz; PP = erzielte Überzahltore; SH = erzielte Unterzahltore; GW = erzielte Siegtore; 1 Play-downs/Relegation; Kursiv: Statistik nicht vollständig)